# Simulium varicorne
Simulium varicorne är en tvåvingeart som beskrevs av Edwards 1925. Simulium varicorne ingår i släktet Simulium och familjen knott. Inga underarter finns listade i Catalogue of Life.